# ФИДЛАР
ФИДЛАР са американска пънк рок група. В сегашния си състав е сформирана през 2009 в Лос Анджелис, Калифорния. Името на групата е акроним от Fuck It Dog, Life's a Risk. FIDLAR се ражда след срещата на Зак Карпър като инженер и Елвис Куен като стажант в звукозаписно студио, където свирят когато е празно. През 2011 издават дебютното си EP DIYDUI, а през 2012 г. са именувани като част от 40-те най-добри изгрявящи групи.

## Дискография

### Сингли
- „No Waves“ (2012)
- „Cheap Beer“ (2012)
- „Awkward“ (2013)
- „40oz on Repeat“ (2015)
- „Drone“ (2015)
- „Sabotage“ (2016) (кавър на Бийсти Бойс)

### EP
- DIYDUI (2006)
- Shit We Recored In Our Bedroom (2012)
- Don't Try... (2012)

### Албуми
- FIDLAR (2013)
- Too (2015)